# رضا تشال كنار (آبجدان)
رضا تشال كنار (بالفارسية: رضاچال کنار) هي منطقة سكنية تقع في إيران في قسم آبجدان الريفي. يقدر عدد سكانها بـ 319 نسمة بحسب إحصاء 2016.